# Xã Baer, Quận Hettinger, Bắc Dakota
Xã Baer (tiếng Anh: Baer Township) là một xã thuộc quận Hettinger, tiểu bang Bắc Dakota, Hoa Kỳ. Năm 2010, dân số của xã này là 26 người.